# Iuliana Dabija
Iuliana Dabija (* 11. August 2003) ist eine moldauische Leichtathletin, die sich auf den Dreisprung spezialisiert hat.

## Sportliche Laufbahn
Ihren ersten internationalen Wettkampf bestritt Iuliana Dabija im Jahr 2019, als sie bei den U20-Balkan-Hallenmeisterschaften in Istanbul mit einer Weite von 12,56 m den fünften Platz im Dreisprung belegte. Im Juli siegte sie mit 13,13 m bei den U18-Balkan-Meisterschaften ebendort und anschließend gewann sie beim Europäischen Olympischen Jugendfestival (EYOF) in Baku mit 12,98 m die Bronzemedaille. Im September gelangte sie bei den Balkan-Meisterschaften in Prawez mit 12,73 m auf den fünften Platz. Im Jahr darauf belegte sie bei den U20-Balkan-Hallenmeisterschaften in Istanbul mit 12,68 m den vierten Platz im Dreisprung und gelangte mit 5,32 m auf Rang zehn im Weitsprung. Im Juli sicherte sie sich dann bei den U20-Balkan-Meisterschaften ebendort mit 12,95 m die Silbermedaille. 2021 belegte sie bei den U20-Balkan-Hallenmeisterschaften in Sofia mit 11,97 m den achten Platz und im Juni gewann sie bei den U20-Balkan-Meisterschaften in Istanbul mit 13,00 m die Silbermedaille, ehe sie bei den U20-Europameisterschaften in Tallinn mit 12,70 m in der Qualifikationsrunde ausschied. Im Jahr darauf gewann sie bei den U20-Balkan-Hallenmeisterschaften in Belgrad mit 12,86 m die Bronzemedaille, wie auch bei den U20-Balkanmeisterschaften im Juli in Denizli mit 12,75 m. Anschließend gelangte sie bei den U20-Weltmeisterschaften in Cali mit 13,11 m den siebten Platz.
2023 schied sie bei den U23-Europameisterschaften in Espoo mit 12,84 m in der Qualifikationsrunde aus und im Jahr darauf gelangte sie bei den Balkan-Hallenmeisterschaften in Istanbul mit 12,82 m auf Rang 14. Im Jahr darauf wurde sie bei der 3. Liga der Team-Europameisterschaft in Maribor mit 12,55 m Sechste im Dreisprung und gelangte mit der 4-mal-100-Meter-Staffel mit 48,37 s auf Rang fünf. Anschließend belegte sie bei den World University Games in Bochum mit 13,16 m den achten Platz im Dreisprung.
In den Jahren 2019, 2022 und 2025 wurde Dabija moldauische Meisterin im Dreisprung im Freien sowie 2020, 2022 und 2023 in der Halle. Zudem wurde sie 2017 Landesmeisterin im 400-Meter-Hürdenlauf.

## Persönliche Bestleistungen
- 400 m Hürden: 68,71 s, 27. Mai 2017 in Tiraspol
- Weitsprung: 5,61 m (+0,2 m/s), 17. Februar 2024 in Chișinău
- Dreisprung: 13,42 m (+0,8 m/s), 26. Juli 2025 in Bochum